# 皮拉埃拉

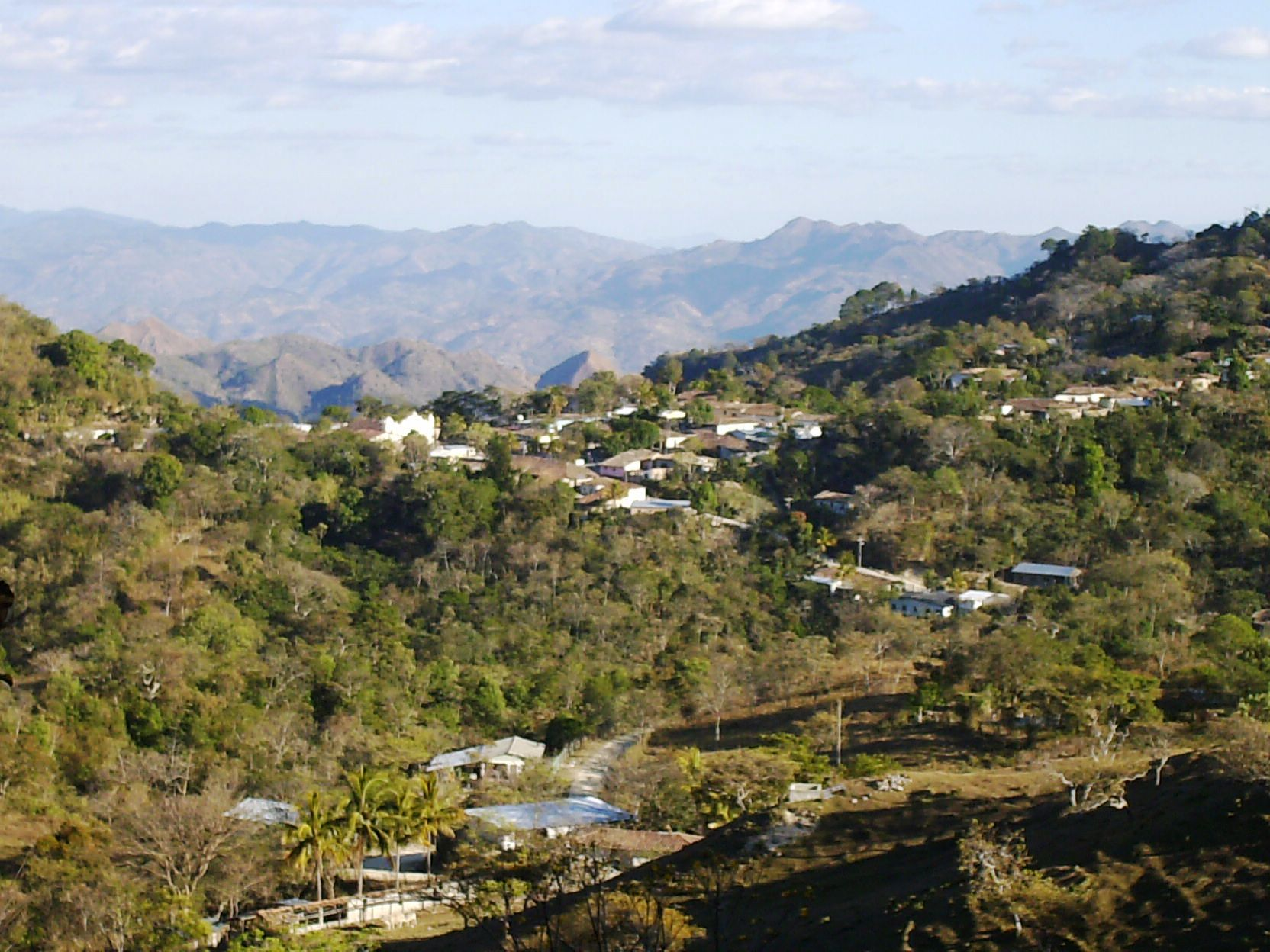

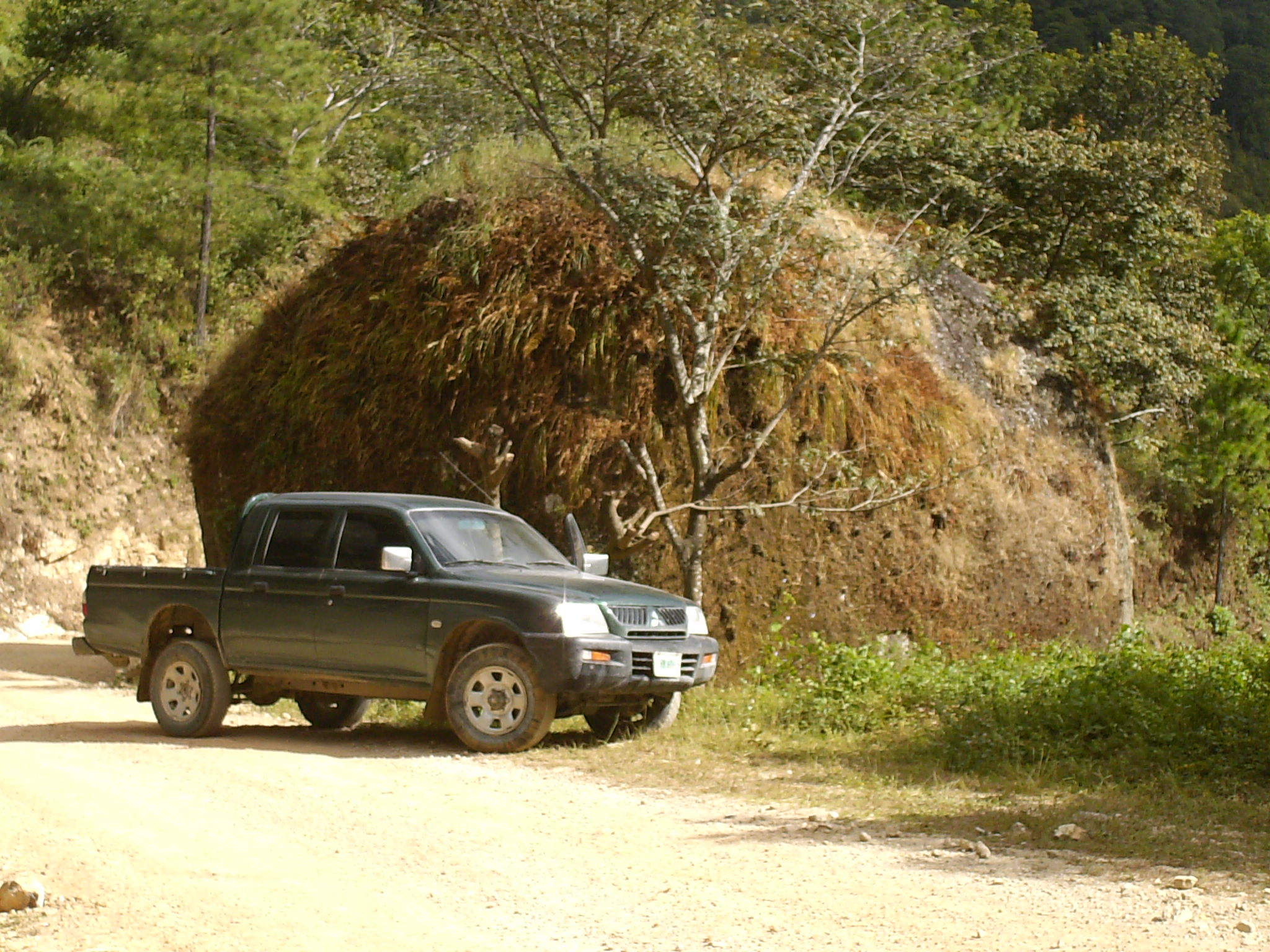

皮拉埃拉（西班牙語：Piraera），是洪都拉斯的城鎮，位於該國西南部，由倫皮拉省負責管轄，始建於1889年，面積178.8平方公里，海拔高度685米，2001年人口11,145，人口密度每平方公里62.33人。
14°04′N 88°28′W / 14.067°N 88.467°W